# Classic Haribo
De Classic Haribo was een wielerwedstrijd in Frankrijk die rondom Uzès in het departement Gard werd verreden. De eerste editie van de wedstrijd was in 1994 en maakte deel uit van het Franse regelmatigheidscriterium Coupe de France en later van het Europese continentale circuit van de UCI, de UCI Europe Tour. De Classic Haribo stond traditioneel eind februari op de wielerkalender. In 2006 werd de laatste wedstrijd georganiseerd.

## Lijst van winnaars

### Meervoudige winnaars
| Overwinningen | Renner        | Land    | Jaren            |
| ------------- | ------------- | ------- | ---------------- |
| 3             | Jaan Kirsipuu | Estland | 2000, 2002, 2003 |

### Overwinningen per land
| Overwinningen | Land                                    |
| ------------- | --------------------------------------- |
| 4             | Estland                                 |
| 3             | Frankrijk                               |
| 2             | België                                  |
| 1             | Noorwegen, Duitsland, Italië, Australië |